# Łowicz
Łowicz [ˈwɔvʲitʃ] (deutsch Lowitsch) ist eine Stadt und Sitz der umgebenden Landgemeinde Łowicz im Powiat Łowicki der Woiwodschaft Łódź in Polen.

## Geografie
Łowicz liegt in der Tiefebene von Masowien nordöstlich von Łódź und etwa 80 km südwestlich von Warschau an der Bzura. Die Gegend hat nur geringe Waldgebiete und der Boden hat hohe Ton- und Sandanteile.

## Klima
Klimatisch liegt das Gebiet an der Grenze zwischen dem Seeklima Mitteleuropas und dem Kontinentalklima Osteuropas. Die durchschnittliche Niederschlagsmenge beträgt 550 ml bei Durchschnittstemperaturen von 7–8 °C.

## Geschichte
Erste Menschen siedelten wahrscheinlich schon im 40. Jahrhundert v. Chr. Die erste Erwähnung des Ortes stammt aus dem Jahr 1136 in einer Bulle von Papst Innozenz II. Zu dieser Zeit gehörte der Ort am rechten Ufer der Bzura dem Erzbischof von Gniezno und war durch die Lage am Fluss ein Handelsplatz. Der genaue Erhalt der Stadtrechte ist nicht gesichert; aber 1298 besaß Łowicz sie bereits inklusive des Münzregals. 1433 wurde eine Außenstelle der Universität Krakau errichtet. Während des Interregnums um 1527 war die Stadt eine zweite Hauptstadt Polens. Erzbischof Jarosław Skotnicki errichtete um 1355 mit dem gotischen Schloss seine Hauptresidenz. Sie wurde im Schwedisch-Polnischen Krieg 1656/57 durch die Schweden zerstört und ist heute Ruine. Mit dem Zweiten Nordischen Krieg Anfang des 18. Jahrhunderts endete die Blüte von Łowicz.
1793, während der Zweiten Teilung Polens, fiel die Stadt an Preußen. 1807 kam die Stadt zum Herzogtum Warschau. Nach dem Wiener Kongress 1815 wurde sie Teil Kongresspolens. 1845 erhielt der Ort Anschluss an das Schienennetz nach Warschau. 1862 wurde dieses nach Bromberg und 1902 nach Kalisch erweitert.

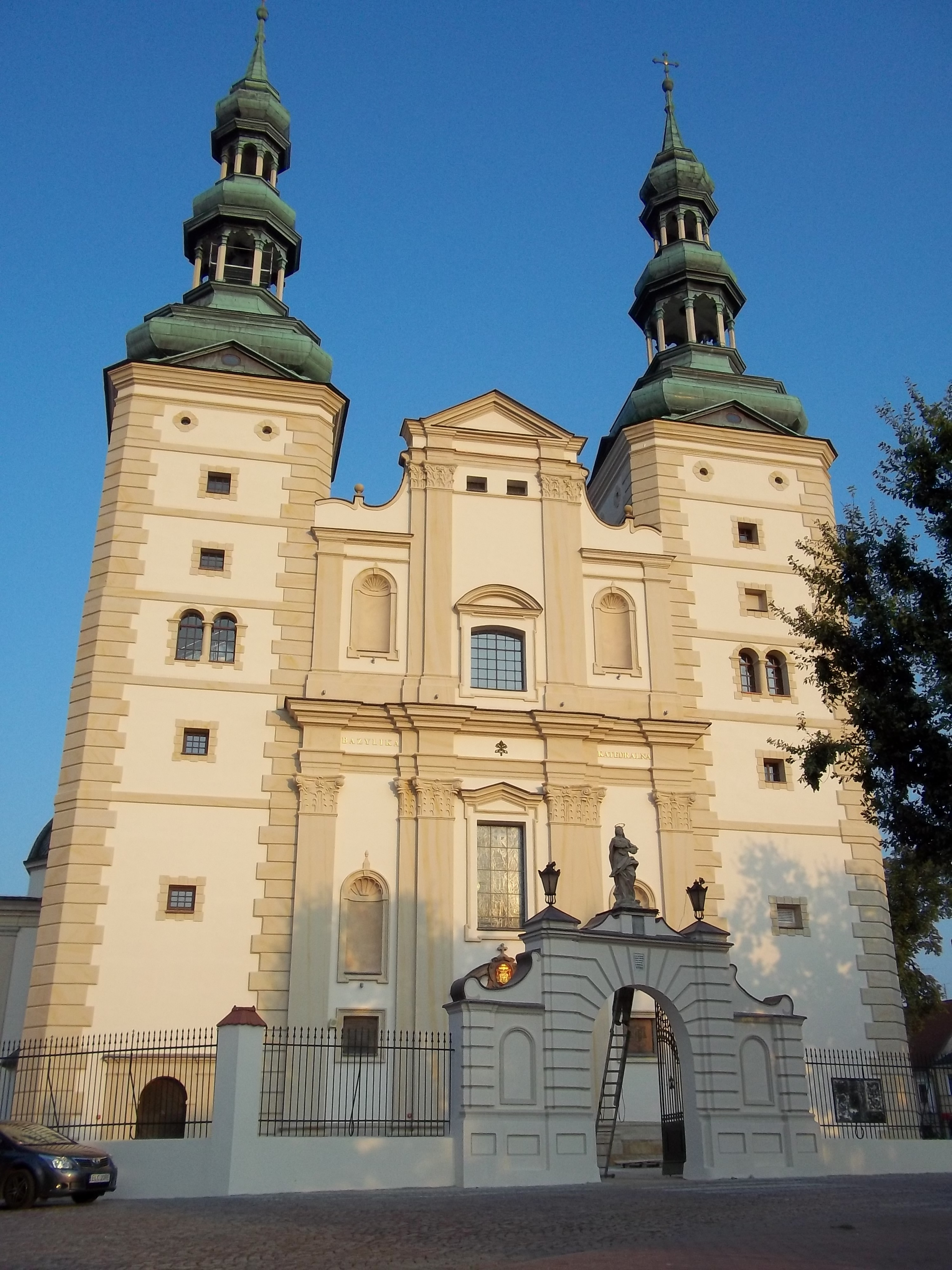
Kathedrale von Łowicz

Zur Zeit des Ersten Weltkriegs war Łowicz von 1915 bis 1918 in deutscher Hand.
Unweit der Stadt fand 1939 zu Beginn des Zweiten Weltkrieges die Schlacht an der Bzura statt. Während der Besetzung durch das Deutsche Reich wurde 1940 ein Ghetto errichtet, das aber bereits ein Jahr später wieder aufgelöst wurde. Im Januar 1945 nahm die Rote Armee die Stadt Łowicz ein.
1975 verlor der Ort seinen Sitz als Powiat und wurde Teil der Woiwodschaft Skierniewice. 1992 gründete Papst Johannes Paul II. bei der Neuordnung der katholischen Bistümer in Polen das Bistum Łowicz. Während der Zeit des Sozialismus wurden in der Stadt unter anderen eine Masowische Humanistisch-Pädagogische Hochschule, ein Fremdsprachenlehrerkolleg, ein Lehrerkolleg, eine Hochschule für Management und Marketing, eine Filiale der Haupthochschule für Landwirtschaft und ein Priesterseminar und Theologiekolleg errichtet. 1999 besuchte Johannes Paul II. die Stadt und erhob dabei den Dom zur Basilika minor.
Berühmtheit erlangten die traditionellen Łowiczer Scherenschnitte.

## Gemeinde
Die Landgemeinde (gmina wiejska) Łowicz, zu welcher die Stadt selbst nicht gehört, besteht aus einer Reihe von Dörfern mit Schulzenämtern und weiteren Ortschaften. Sie hat insgesamt 7708 Einwohner (Stand 31. Dezember 2020).

## Verkehr
Der Fernverkehrsbahnhof Łowicz liegt am Abzweig der Strecke nach Skierniewice von der Strecke Posen–Warschau. Zur Bahnstrecke Bednary–Łódź bestehen Verbindungsstrecken.

## Sport
Der Fußballverein Pelikan Łowicz wurde 1945 gegründet. In der Saison 2016/17 spielte er in der 3. Fußball-Liga (Polen), Gruppe 1.

## Städtepartnerschaften
Partnerstädte von Łowicz sind
| - Cheektowaga, Vereinigte Staaten - Colditz, Deutschland - Montoire-sur-le-Loir, Frankreich - Šalčininkai, Litauen | - Lubliniec, Polen - Reda, Polen - Saluzzo, Italien - Stupava, Slowakei |

## Söhne und Töchter der Stadt

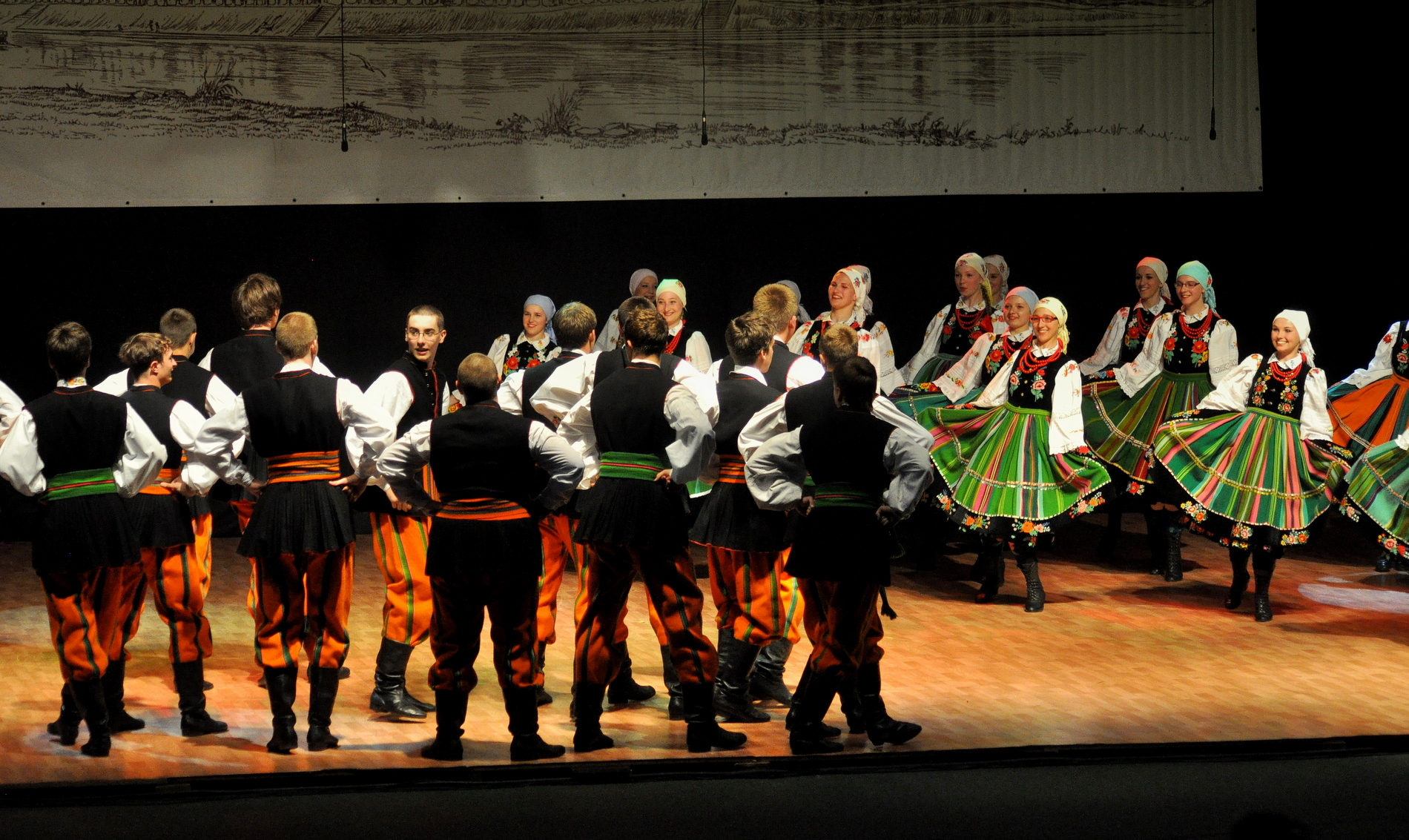
Łowicki, die Volkstracht

- Bolesława Maria Lament (1862–1946), Selige und Ordensgründerin
- Olga von Gerstfeld (1866–1910), deutsche Schriftstellerin und Kunstwissenschaftlerin
- Chanoch Albeck (1890–1972), jüdischer Gelehrter
- Jerzy Zielezinski (1914–1982), Maler und Illustrator
- Daniel Olbrychski (* 1945), Schauspieler
- Witold Warzywoda (* 1956), Grafikdesigner, Illustrator und Hochschullehrer
- Jerzy Jarniewicz (* 1958), Lyriker, Literaturkritiker und Übersetzer
- Janusz Szymański (1958–2020), Politiker
- Bernard Wojciechowski (* 1958), Politiker
- Sylwester Ambroziak (* 1964), Bildhauer
- Andrzej Przybylski (* 1964), katholischer Geistlicher, Weihbischof in Częstochowa
- Wojciech Tomasz Osial (* 1970), katholischer Geistlicher, Bischof von Łowicz
- Wojciech Olejniczak (* 1974), Politiker
- Maciej Rybus (* 1989), Fußballer
- Kacper Piorun (* 1991), Schachspieler
- Martyna Wiankowska (* 1996), Fußballspielerin
- Przemysław Płacheta (* 1998), Fußballspieler